# Pałac w Prężynce
Pałac w Prężynce – obecnie nieistniejący zabytkowy pałac, który znajdował się w Prężynce.

## Historia
Folwark wraz z pałacem powstał około XVI–XVII wieku, w okresie rozwoju gospodarki feudalnej. Rezydowali w nim hrabowie Matuschka – właściciele Prężynki.

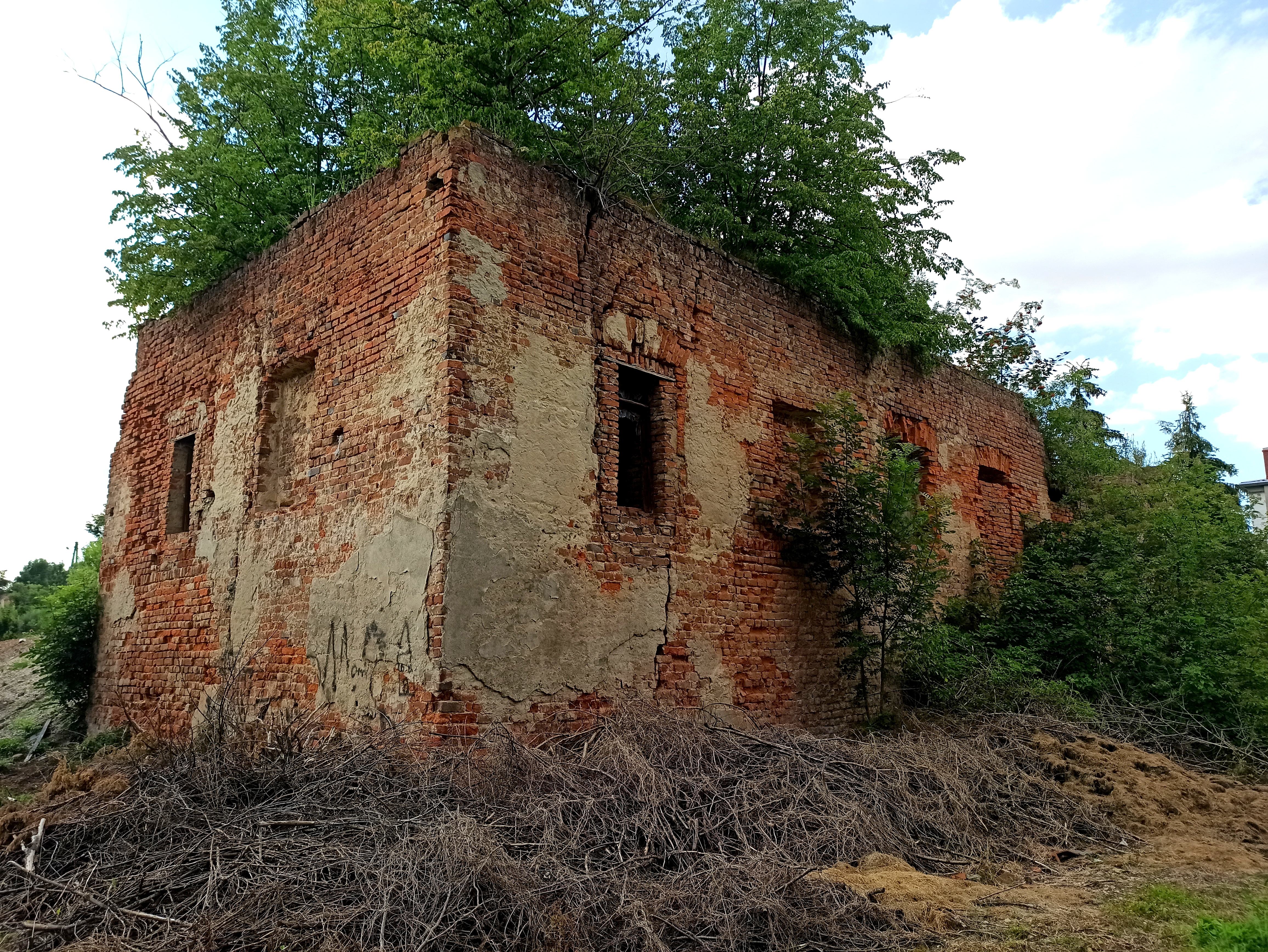
Ruina oficyny pałacowej

Budynek przetrwał II wojnę światową. Do 1957 pałac użytkowała Spółdzielnia Rolnicza w Prężynce. W dachu zrobiono dużą dziurę do podawania zboża jak do magazynu. Po rozwiązaniu Spółdzielni Rolniczej pałac przeszedł na Skarb Państwa. Jego stan określono jako częściową ruinę. Pałac został rozebrany w styczniu 1963 na zlecenie władz gminy Lubrza.

## Architektura
Pałac stał na niewielkim wzniesieniu. Był to budynek murowany, potynkowany, wzniesiony na planie litery T. Częściowo podpiwniczony, dwukondygnacyjny, nakryty dachami czterospadowymi. Fasada korpusu ośmioosiowa. Naroża budynku akcentowały lizeny, elewacje ozdabiały również obramowania otworów okiennych. Pałac posiadał dwutraktowy układ wnętrz. Pomieszczenia parteru nakrywały sklepienia kolebkowe z lunetami i kolebkowo-krzyżowe.